# Segundo Gobierno Fraga
El segundo Gobierno de Manuel Fraga en la Xunta de Galicia se constituyó tras las elecciones gallegas de 1993 (17 de octubre) y se mantuvo entre el 5 de diciembre de 1993 y el 10 de diciembre de 1997.

## Contexto
En las Elecciones al Parlamento de Galicia de 1993 el Partido Popular de Galicia logró una amplia mayoría absoluta, con 43 de los 75 escaños. Fraga fue investido presidente el 28 de octubre de 1993, constituyendo su segundo gabinete autonómico.

## Línea temporal
- 28 de octubre de 1993: Investidura de Manuel Fraga Iribarne.[2]
- 5 de diciembre de 1993: Constitución del segundo gabinete de Fraga.[2]
- 10 de diciembre de 1997: Fin del mandato, paso al Tercer Gobierno Fraga.[2]

## Composición
|                                                               |                                                               |                                                                       |                                                                             |  |
| Segundo Gobierno de Manuel Fraga                              |                                                               |                                                                       |                                                                             |  |
| 11 de diciembre de 1993 - 10 de diciembre de 1997             |                                                               |                                                                       |                                                                             |  |
|                                                               | Partido Popular de Galicia                                    |                                                                       |                                                                             |  |
|                                                               | Independiente                                                 |                                                                       |                                                                             |  |
| Presidente                                                    | Presidente                                                    |                                                                       | Manuel Fraga Iribarne 11 de diciembre de 1993-10 de diciembre de 1997       |  |
| Presidencia y Administración Pública                          | Presidencia y Administración Pública                          |                                                                       | Dositeo Rodríguez Rodríguez 11 de diciembre de 1993-10 de diciembre de 1997 |  |
| Economía y Hacienda.                                          | Economía y Hacienda.                                          |                                                                       | José Antonio Orza Fernández 11 de diciembre de 1993-10 de diciembre de 1997 |  |
| Ordenación del Territorio y Obras Públicas                    | Ordenación del Territorio y Obras Públicas                    |                                                                       | José Cuíña Crespo 11 de diciembre de 1993-10 de diciembre de 1997           |  |
| Educación y Ordenación Universitaria                          | Educación y Ordenación Universitaria                          |                                                                       | Juan Piñeiro Permuy 11 de diciembre de 1993-27 de mayo de 1996              |  |
| Educación y Ordenación Universitaria                          | Educación y Ordenación Universitaria                          | Celso Currás Fernández 27 de mayo de 1996-10 de diciembre de 1997     |                                                                             |  |
| Industria y Comercio                                          | Industria y Comercio                                          |                                                                       | Juan José Fernández García 11 de diciembre de 1993-29 de abril de 1994      |  |
| Industria y Comercio                                          | Industria y Comercio                                          | Antonio Couceiro Méndez 29 de abril de 1994-10 de diciembre de 1997   |                                                                             |  |
| Agricultura, Ganadería y Montes                               | Agricultura, Ganadería y Montes                               |                                                                       | Tomás Pérez Vidal 11 de diciembre de 1993-10 de diciembre de 1997           |  |
| Cultura (1993-1996) Cultura y Comunicación Social (1996-1997) | Cultura (1993-1996) Cultura y Comunicación Social (1996-1997) |                                                                       | Víctor Manuel Vázquez Portomeñe 11 de diciembre de 1993-7 de junio de 1996  |  |
| Cultura (1993-1996) Cultura y Comunicación Social (1996-1997) | Cultura (1993-1996) Cultura y Comunicación Social (1996-1997) | Jesús Pérez Varela 7 de junio de 1996-10 de diciembre de 1997         |                                                                             |  |
| Sanidad y Servicios Sociales                                  | Sanidad y Servicios Sociales                                  |                                                                       | Jose Manuel Romay Beccaría 11 de diciembre de 1993-7 de mayo de 1996        |  |
| Sanidad y Servicios Sociales                                  | Sanidad y Servicios Sociales                                  | José María Hernández Cochón 7 de mayo de 1996-10 de diciembre de 1997 |                                                                             |  |
| Pesca, Marisqueo y Acuicultura                                | Pesca, Marisqueo y Acuicultura                                |                                                                       | Juan Caamaño Cebreiro 11 de diciembre de 1993-10 de diciembre de 1997       |  |
| Justicia, Interior y Relaciones Laborales                     | Justicia, Interior y Relaciones Laborales                     |                                                                       | Juan Miguel Diz Guedes 11 de diciembre de 1993-18 de mayo de 1996           |  |
| Justicia, Interior y Relaciones Laborales                     | Justicia, Interior y Relaciones Laborales                     | Xesús Palmou Lorenzo 18 de mayo de 1996-10 de diciembre de 1997       |                                                                             |  |
| Familias, Mujeres y Juventud                                  | Familias, Mujeres y Juventud                                  |                                                                       | Manuela López Besteiro 11 de diciembre de 1993-10 de diciembre de 1997      |  |
| Consejero sin cartera para los Asuntos Parlamentarios         | Consejero sin cartera para los Asuntos Parlamentarios         |                                                                       | Víctor Manuel Vázquez Portomeñe 7 de junio de 1996-10 de diciembre de 1997  |  |